# Guillaume Blot
Pour les articles homonymes, voir Blot.
Guillaume Blot, né le 28 mars 1985 à Saint-Malo, est un coureur cycliste français.

## Biographie

### Débuts cyclistes et carrière chez les amateurs
Champion de France de vitesse cadet en 2001, Guillaume Blot remporte en 2003 le classement général de la course Trophée Centre Morbihan chez les juniors. En 2007, il termine deuxième, derrière Damien Gaudin de Paris-Roubaix espoirs. Au cours de la saison 2008, il remporte deux étapes du Circuit des plages vendéennes ainsi que le classement général. En outre, il remporte la deuxième étape de la Ronde de l'Oise. 

### Carrière professionnelle
À la fin de la saison 2008, il rejoint Cofidis en tant que stagiaire et signe un contrat professionnel pour 2009.
Durant cette première année professionnelle, où il a pour objectif d'apprendre et de progresser, il se classe troisième du Trofeo Cala Millor et d'une étape du Tour du Poitou-Charentes, et parmi les dix premiers d'étapes du Tour Down Under, du Tour de Picardie, du Tour de Luxembourg, à l'issue de sprints massifs,. 
Il rejoint l'équipe Bretagne-Schuller en 2011, mais n'est pas conservé dans l'effectif à la fin de l'année 2012.

### Retour chez les amateurs et fin de carrière
Après une année sabbatique, il rejoint en 2014 son ancien club amateur l'USSA Pavilly Barentin pour une saison.
A failli gagner la cyclotourisme Bigault 2020, maillot de la meilleure descente.

## Palmarès
- 2001
  -  Champion de France de vitesse cadets
- 2003
  -  Champion de Bretagne du contre-la-montre par équipes juniors
  - Étoile du Printemps
  - Trophée Louison-Bobet
  - Trophée Centre Morbihan :
    - Classement général
    - 1re étape
- 2007
  - 7e épreuve du Circuit des plages vendéennes
  - 2e étape du Circuit du Mené
  - Circuit du Pévèle
  - 2e de Paris-Roubaix espoirs
  - 3e du Souvenir Louison-Bobet
  - 3e de la Val d'Ille U Classic 35
  - 3e des Trois Jours de Cherbourg
- 2008
  - Circuit des plages vendéennes :
    - Classement général
    - 4e et 7e épreuves

  - Grand Prix de Saint-Hilaire-du-Harcouët
  - 2e étape de la Ronde de l'Oise
  - Boucles de l'Austreberthe
  - 2e de Paris-Mantes-en-Yvelines
  - 2e du Grand Prix de Lys-lez-Lannoy
  - 3e de Manche-Atlantique
- 2009
  - 3e du Trofeo Cala Millor
- 2011
  - 3e étape du Tour de Normandie
  - Grand Prix de Fourmies
- 2014
  - 2e épreuve du Circuit des plages vendéennes
- 2020
  - 1re étape de La Pierre Le Bigault (?)

## Résultats sur le Tour d'Italie
1 participation
- 2010 : abandon (15e étape)

## Classements mondiaux
| Année           | 2007 | 2008 | 2009 | 2010  | 2011 | 2012 |
| --------------- | ---- | ---- | ---- | ----- | ---- | ---- |
| UCI Africa Tour |      |      |      | 64e   |      |      |
| UCI Europe Tour | 465e | 398e |      | 1058e | 121e | 694e |